# Kis Magellán-felhő
A Kis Magellán-felhő (angolul Small Magellanic Cloud, rövidítve SMC) törpegalaxis, amely Tejútrendszerünk körül kering. Több százmillió csillagot tartalmaz. A Nagy Magellán-felhővel alkotnak párost, amitől nyugati irányban 20 foknyira található. A Lokális Csoport kilencedik legnagyobb luminozitású objektuma.
Ferdinand Magellanról nevezték el, aki Föld körüli útja során figyelte meg a Nagy Magellán-felhővel együtt.
Egyes elméletek szerint a Kis Magellán-felhő szintén horgas spirálgalaxis lehetett, mint a Tejútrendszer, de ennek ereje szabálytalanná torzította alakját. A központi részében még mindig fel lehet fedezni a strukturált szerkezetet.
Henrietta Leavitt a Harvard College Observatory-ban 1893 és 1906 között cefeida változócsillagok százait fényképezte és figyelte meg a Magellán-felhőkben. Ezen csillagok vizsgálatával pontosították a köd távolságát.

## Magellán-áramlat
1972-ben fedezték fel a Kis Magellán-felhőből a Tejútrendszer felé irányuló gázáramot. Anyaga akkor szakadhatott ki a felhőből, mikor galaxisunk körüli keringésük során jóval közelebb voltak hozzánk és egymáshoz a két Magellán-felhő. A Magellán-áramlat több százezer fényév hosszú nyúlványt képez a keringési pálya mentén.

## Megfigyelési lehetőség
A −73°-os deklinációjával szinte csak a déli félteke lakói láthatják vagy az északi félgömbről az egyenlítő közeléből. A Tukán csillagképben található és egy 3°-os homályos, világos foltként jelenik meg az éjszakai égen. Hasonlóan néz ki, mint a Tejút egy kis darabja. A felületi fényessége igen alacsony, így legjobb a városi fényektől mentes helyről észlelni.